# Apocalipse 8
Apocalipse 8 é o oitavo capítulo do Livro do Apocalipse (também chamado de "Apocalipse de João") no Novo Testamento da Bíblia cristã. O livro todo é tradicionalmente atribuído a João de Patmos, uma figura geralmente identificada como sendo o apóstolo João.
Neste capítulo encerra-se a narrativa dos sete selos e começa a descrição das sete trombetas.

## Texto
O texto original está escrito em grego koiné e contém 13 versículos. Alguns dos mais antigos manuscritos contendo porções deste capítulo são:
- Papiro 115 (c. 275, versículos 3-8, 11-13)
- Codex Sinaiticus (330-360, completo)
- Codex Alexandrinus (400-440, completo)
- Codex Ephraemi Rescriptus (c. 450, versículos 1-4)

## Estrutura

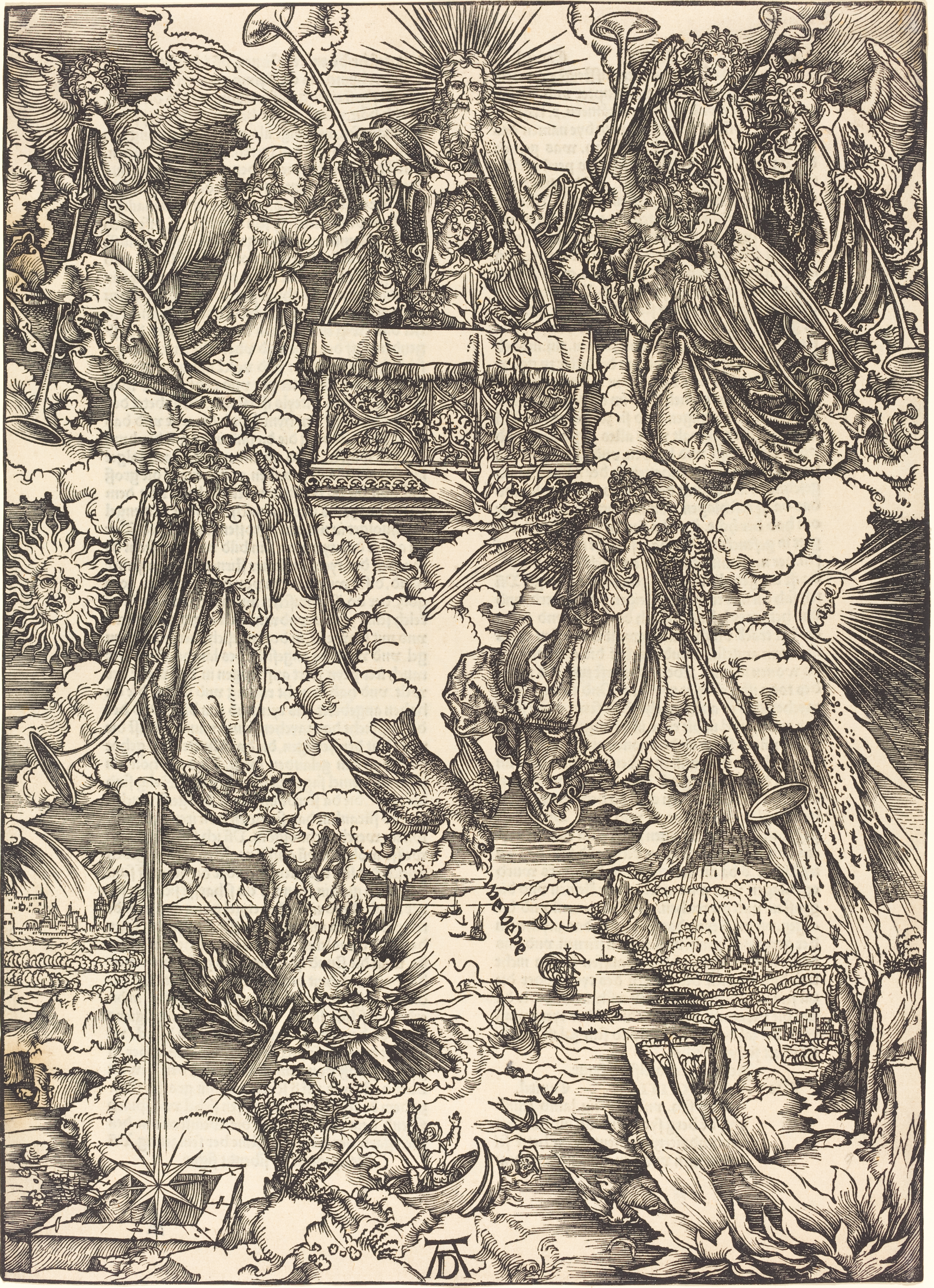
Os sete anjos com sete trombetas
Gravura de Albrecht Dürer (1496-1498).

Este capítulo pode ser dividido em cinco seções distintas:
- "Sétimo selo: Prelúdio para as sete trombetas" (versículos 1-6)
- "Primeira trombeta: vegetação é atingida" (versículo 7)
- "Segunda trombeta: os mares são atingidos" (versículos 8-9)
- "Terceira trombeta: as águas são atingidas" (versículos 10-11)
- "Quarta trombeta: os céus são atingidos" (versículos 12-13)

## Conteúdo
A primeira parte deste capítulo encerra a narrativa dos sete selos e serve de prelúdio para a próxima, a das sete trombetas. O último selo revela os anjos que receberam do próprio Deus suas trombetas. Com um turíbulo aceso pelo fogo do altar, um dos anjos "lançou sobre a terra; e houve trovões, vozes, relâmpago e terremoto" (Apocalipse 8:1–6). Daí em diante, os anjos passam a tocar suas trombetas em sequência. A primeira queimou um terço das terras, um terço das árvores e todas as plantas menores com fogo e sangue. A segunda lançou um fogo sobre o mar e um terço dele se transformou em sangue, matando um terço das criaturas e destruindo um terço dos navios. A terceira trombeta lançou do céu uma "estrela", que João chama de "Absinto", que amargou uma terça parte dos rios e as fontes de água potável, matando muitos homens. A quarta trombeta "feriu" uma terça parte do sol, uma terça parte da lua e uma terça parte das estrelas, escurecendo o dia e a noite (Apocalipse 8:7–13).
O capítulo termina com o aviso de uma águia lamentando sobre as três trombetas que ainda faltavam (os "três ais", uma referência ao seu lamento: "ai, ai, ai"), indicando a continuação da narrativa em Apocalipse 9.